# En moderne Skotøjsfabrik
|  | Denne artikel er oprettet af botten Steenthbot ud fra en ekstern database. Den kan derfor have sproglige fejl eller mangler. Denne skabelon kan fjernes efter kontrol af indholdet. |

En moderne Skotøjsfabrik er en dansk dokumentarisk optagelse fra 1916.

## Handling
Optagelser fra Hertz Garveri & Skotøjsfabrik på Jagtvej 211 i København den 11. februar 1916. Arbejdet med garvning og bearbejdning af skindet følges.
A/S Hertz Garveri & Skotøjsfabrik var et dansk garveri og læderfabrik. Virksomheden blev oprindelig grundlagt som garveri af Abraham Hertz (1800-1875) den 4. december 1821 og lå i Prinsensgade nr. 6, en lille gade mellem Adelgade og Borgergade. I 1875 flyttede virksomheden til helt nye bygninger på Jagtvej 211 på det dengang meget landlige Østerbro.Fabrikkens skoproduktion blev indstillet på Jagtvej i 1972 og flyttet til Avedøre Holme, og blev lukket helt ned i 1974. 12. december 1986 blev fabrikken på Jagvej 211 besat, og året efter blev nedrivning og ombygning påbegyndt ved Tegnestuen Vandkunsten, der skabte den nuværende boligbebyggelse A/B Garvergården. Kun fragmenter af fabrikken er bevaret, bl.a. mure fra Meyer Hertz' villa, hvor der i dag er café..